# Очищення (фільм, 1990)
Очищення (рос. Очищение) — радянський художній фільм 1990 року, знятий режисером Дмитром Шинкаренком.

## Сюжет
Важкі випробування випадають на долю священика Василя Фівейського. У нього тоне старший син, а молодший хворий на слабоумство. Його дружина Настасья не може витримати цього — вона починає сильно пити, робить спробу самогубства і гине під час пожежі в їхньому будинку. А тут ще смерть прихожан, їх покаяння в страшних гріхах і конфлікт зі старостою. Переживаючи гостру душевну кризу, отець Василь відчуває, що сам поступово втрачає віру в Бога, не може служити і навіть вирішується зняти з себе сан. Чи зможе він вистояти під ударами долі і зберегти свою віру?…

## У ролях
- Олександр Балуєв — отець Василь
- Анна Каменкова — Настасья
- Катя Рожкова — Настя (6 років)
- Оксана Жгутова — Настя (12 років)
- Рома Кравцов — Вася (7 років)
- Володимир Трещалов — коваль Меркулов
- Федір Валіков — диякон
- Валерій Гатаєв — староста
- Валерій Годзю — псаломщик
- Микола Ісполатов — мандрівник
- Григорій Маліков — дзвонар Семен
- Олександр Кузнецов — Семен Мосягин
- Сергій Габріелян — Трифон
- Ольга Стулова — Фенька
- Наталя Ткачова — стара жебрачка
- Олександр Числов — епізод

## Знімальна група
- Сценаріст : Дмитро Шинкаренко
- Режисер : Дмитро Шинкаренко
- Оператор : Андрій Вацура, Валентин Піганов
- Композитор : Ігор Кефалиді